# 日吉神社 (佐渡市上新穂)
日吉神社（ひよしじんじゃ）は、新潟県佐渡市の神社。

## 歴史
1226年（嘉禄2年）に創建された。承久の乱後に佐渡へ流刑となった順徳上皇の随臣池清範が近江国（現・滋賀県）の日吉大社から分霊を勧請したものという。なお、この新穂地区は「新穂荘」と呼ばれる日吉大社の荘園があったところでもある。
毎年4月の山王祭は、3日間かけて行われる盛大なものである。

## 交通アクセス
- 両津港より車16分。